# Тюкалинский уезд
Тюка́линский уе́зд — административно-территориальная единица Тобольской губернии Российской империи, Тюменской и Омской губернии РСФСР. Уездный центр — город Тюкалинск.

## История
Образован 26 ноября 1876 года путём переименования бывшего Омского округа  Тобольской губернии. Все правительственные учреждения из Омска переведены в Тюкалинск.
2 июня 1898 года округ преобразован в уезд.
19 декабря 1917 года Троицкая волость Тюкалинского уезда была передана в образованный Татарский уезд Акмолинской области.
В 1918 году Постановлением Совета Министров Временного Сибирского Правительства из уезда выделяется Калачинский уезд из 16 волостей.
В середине августа 1918 года Сербские солдаты охраняли государственные учреждения и представительства. Они были отправлены Временным правительством в Тюкалинский уезд на усмирение крестьян, восставших против мобилизации в Белую армию.
1-10 февраля 1918 года состоялась Первая чрезвычайная сессия Тобольского губернского земского собрания, где решался вопрос «О выделении Калачинского уезда из состава Тюкалинского уезда» (вопрос решён положительно), а также вопрос «Об отделении Тарского и Тюкалинского уездов из состава Тобольской губернии к Акмолинской области» (окончательное решение отложено до следующей сессии с обязательством губернской земской управы представить обстоятельный доклад по данному вопросу).
В сентябре 1918 года Омск возбудил вопрос об отходе Тюкалинского уезда и новоявленного, непризнаваемого Тобольском, Калачинского уезда.
В 1918—1919 годах в составе Акмолинской области, а затем переводится в Тюменскую (Тобольскую) губернию.
20 февраля 1919 года 6 волостей уезда было передано в Омский уезд Акмолинской области.
1 июля 1919 года Тюкалинский уезд был передан в состав Омской области.
3 января 1920 года уезд входит в состав Омской губернии.
25 июля 1920 года Тюкалинский уезд принимает участие в Первой Сибирской олимпиаде, стартовавшей в городе Омске. В первый же день Тюкалинская футбольная команда потерпела поражение со счётом 2:0.
16 октября 1924 года образованы сельские советы.
25 мая 1925 года Постановлением ВЦИК уезд был ликвидирован. Территория уезда вошла в состав Омского округа Сибирского края.

## Административно-территориальное деление
В 1913 году в состав уезда входило 27 волостей:
| - Андреевская - Атрачинская - Баженовская - Больше-Песчаная - Драгунская - Еланская - Иконниковская - Камышенская - Карасукская | - Кабырдакская - Колмаковская - Крупянская - Крутинская - Кулачинская - Куликовская - Лебяженская - Локтинская - Лузинская | - Любинская - Нагибинская - Называевская - Ново-Карасукская - Пановская - Покровская - Саргатская - Серебрянская - Сыропятская |

## Символика
Единственный уезд Тобольской губернии, который долгое время не имел своего герба.
Первые попытки создания герба были в 1867 году, когда был представлен проект герба, в описании которого, было сказано:
«В золотом щите 2 накрест положенные вырванные сосны, сопровождаемые по бокам 2 чёрными лисьими шкурами. В вольной части герб Тобольской губернии. Щит увенчан серебряной башенной короной о трёх зубцах и окружён золотыми колосьями, соединёнными Александровской лентой»
Однако, этот герб не был утверждён.
Известный русский гербовед Павел Павлович фон Винклер в своём издании, утверждал об отсутствии герба Тюкалинского уезда до 1900 года.
Герб города и уезда не был внесён в Полное собрание законов Российской Империи. Он должен был быть внесён в собрание после 1913 года, то есть в 1918 году по плану выпуска Полного Собрания Законов. Так как началась Первая мировая война и последующая Гражданская, появление герба уезда затерялось во времени.
Официально герб появился в конце Первой мировой войны и относился к новому типу гербов без изображения губернского центра на щите. Он унаследовал черты герба Омского уезда, на месте которого в своё время и был образован Тюкалинский уезд.
В описании герба было сказано:
«В зелёном поле серебряный киргизский могильный памятник»

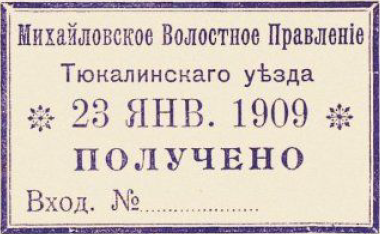
Одна из печатей Михайловского волостного правления
Тюкалинского уезда. 1909

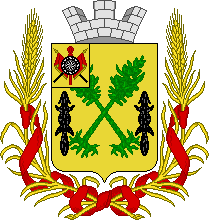
Неутверждённый герб Тюкалинского города (1867)
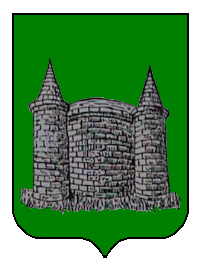
Официально утверждённый герб Тюкалинского уезда (вариант 1917 года)